# Partido de Esteban Echeverría
Esteban Echeverría es uno de los 135 partidos que componen la provincia argentina de Buenos Aires. Su cabecera es la localidad de Monte Grande y pertenece al Gran Buenos Aires.

## Geografía

### Sismicidad
La región responde a la «subfalla del río Paraná», y a la «subfalla del río de la Plata», con sismicidad baja; y su última expresión se produjo el 30 de noviembre de 2018 a las 10:27 UTC-3 con una magnitud de 3,8 en la escala de Richter y con una intensidad III a IV en la escala Mercalli Modificada, con epicentro dentro de este partido, con foco a 25 km bajo el barrio privado "Estancia La Magdalena", rompiendo así con un silencio sísmico de 130 años en la zona, ya que el último registro fue el 5 de junio de 1888, a las 3:20 UTC-3, con una magnitud probable, de 5,0 en la escala de Richter (terremoto del Río de la Plata de 1888).
La Defensa Civil municipal debe advertir sobre escuchar y obedecer acerca de las distintas áreas en el ámbito de operaciones
- Baja sismicidad, con un último evento producido el día 30 de noviembre de 2018 (6 años).
- Tormentas severas, Esteban Echeverría tiene el mismo nombre del partido de Esteban Echeverría.

### Límites
Limita al norte con el partido de La Matanza, al oeste con el partido de Ezeiza, al sudoeste con el partido de San Vicente, al sur con el partido de Presidente Perón y al este con los partidos de Almirante Brown y Lomas de Zamora.

## Población
| Población | 5.047 | 19.068   | 69.730   | 111.150 | 188.923 | 275.793 | 243.974 | 300.959 | 338.480 |
| Variación | -     | +277,80% | +265,69% | +59,40% | +69,97% | +45,98% | -11,53% | +23,35% | +12,5%  |

## Historia

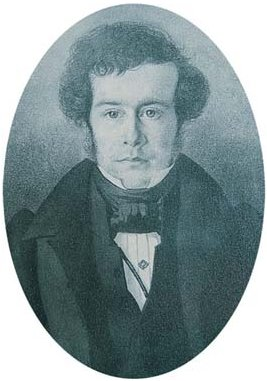
Esteban Echeverría, poeta y escritor argentino, autor de "La Cautiva" y "El Matadero", quien da nombre al partido. Retrato de Charles Pellegrini.

El partido fue creado el 9 de abril de 1913, por la ley provincial N.º 3.467 a partir de tierras
pertenecientes entonces al Partido de Lomas de Zamora. En 1994 el partido se subdividió, tras la aprobación de la ley provincial 11.550, cediendo tierras para la creación del Partido de Ezeiza.

## Política

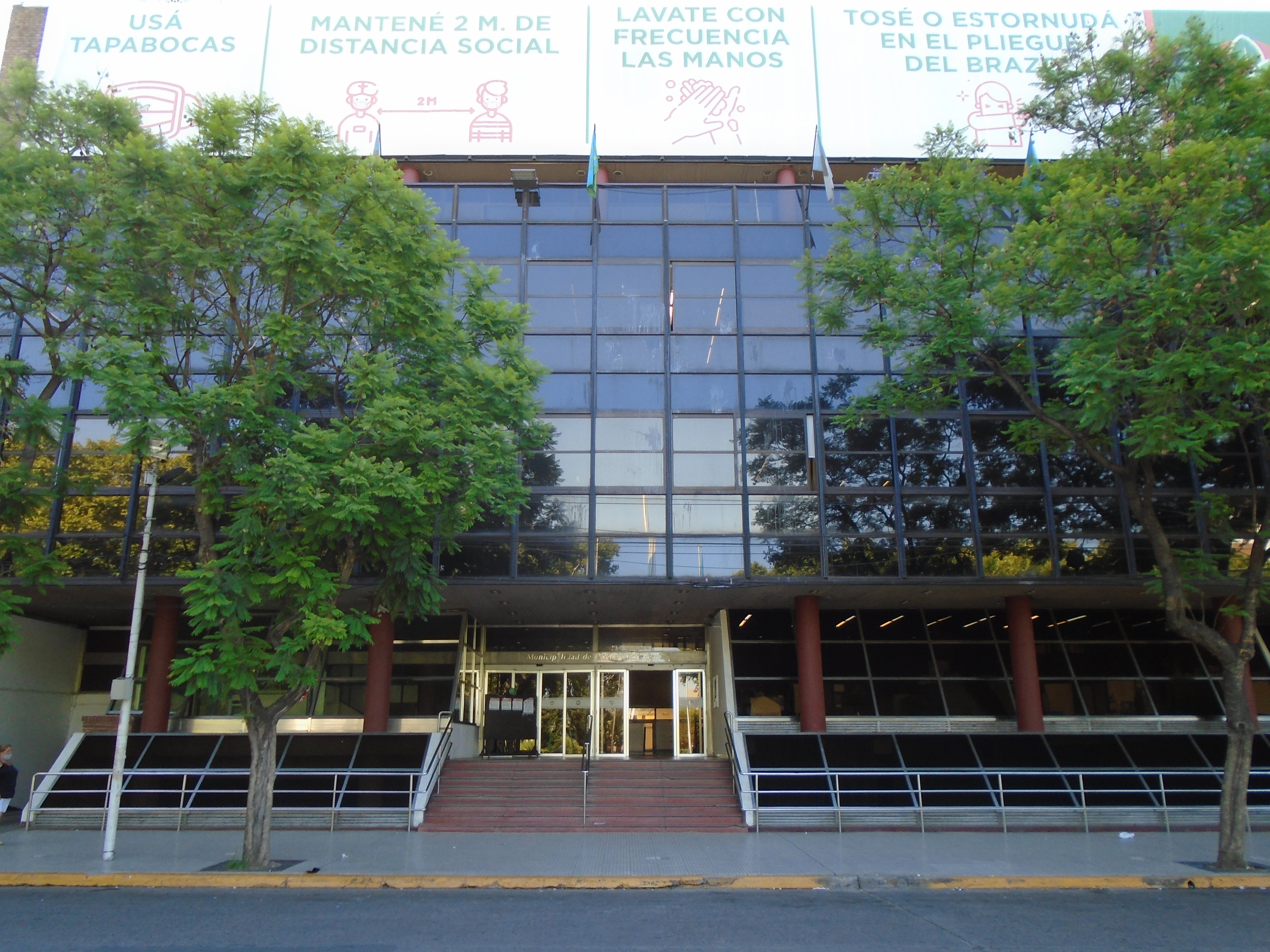
Municipalidad de Esteban Echeverría.

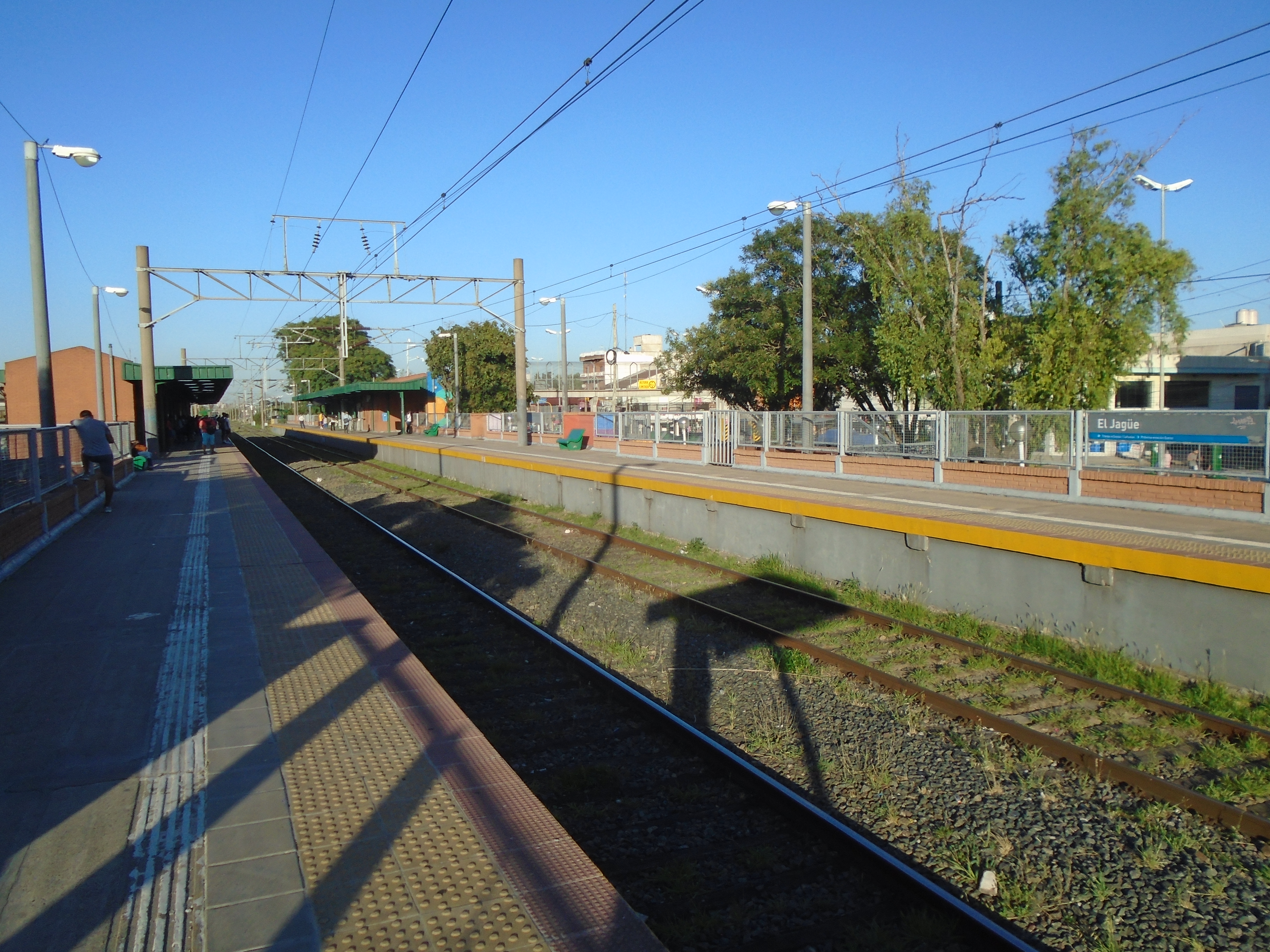
Estación El Jagüel, ferrocarril Roca.

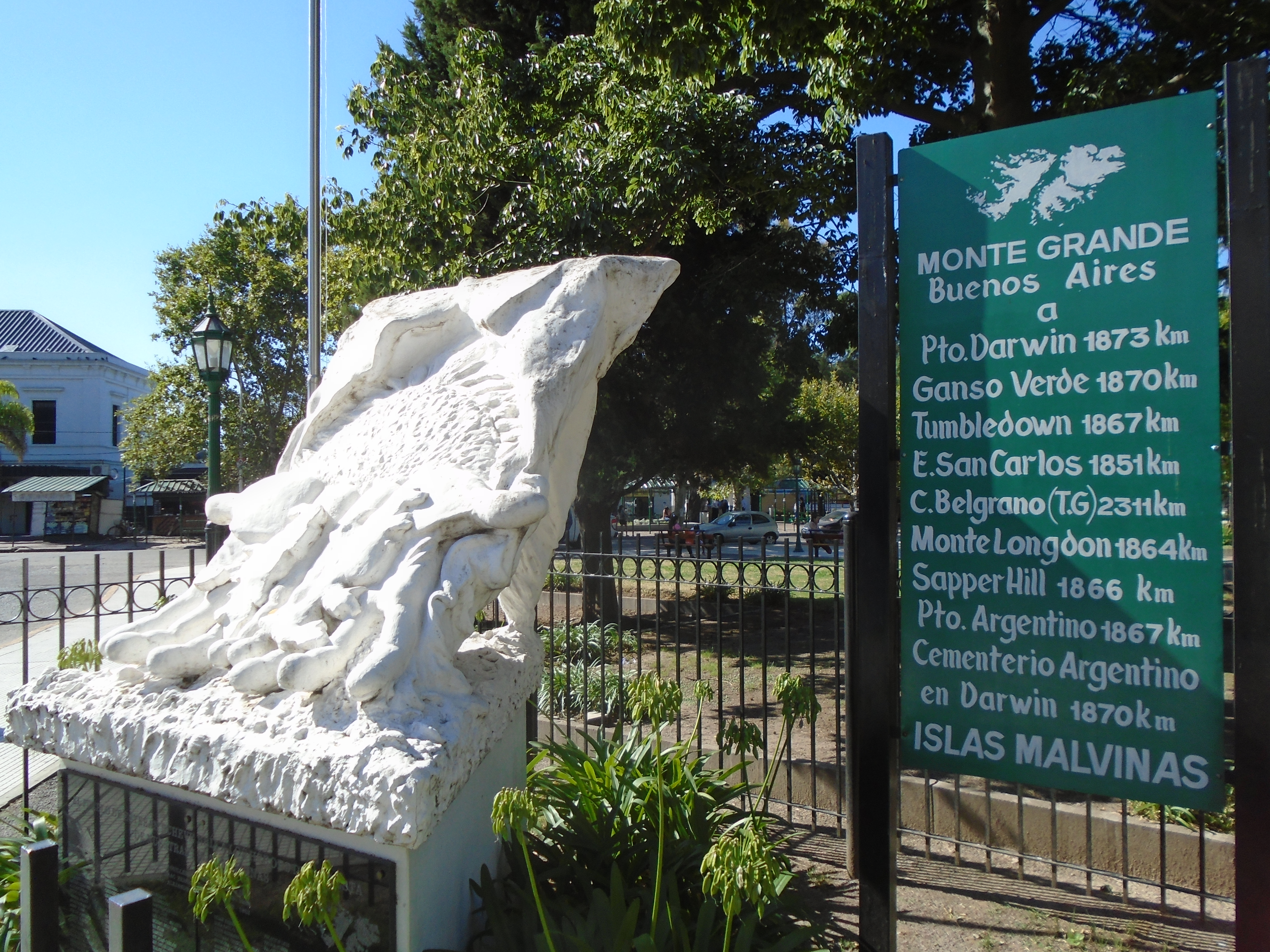
Monumento a los Caídos en Malvinas (Plaza de los Fundadores, Monte Grande).

### Intendentes municipales desde 1983
| Intendente           | Mandato                                           | Partido | Partido | Alianza | Alianza | Elecciones |
| -------------------- | ------------------------------------------------- | ------- | ------- | ------- | ------- | ---------- |
| Juan Miguel Tosoni   | 10 de diciembre de 1983 - 10 de diciembre de 1987 |         | UCR     |         | —       | 1983       |
| Luis Manuel Obarrio  | 10 de diciembre de 1987 - 10 de diciembre de 1991 |         | PJ      |         | FREJURE | 1987       |
| Luis Manuel Obarrio  | 10 de diciembre de 1991 - 10 de diciembre de 1995 |         | PJ      | FREJUFE | 1991    |            |
| Alberto Groppi       | 10 de diciembre de 1995 - 10 de diciembre de 1999 |         | PJ      | FREJUFE | 1995    |            |
| Alberto Groppi       | 10 de diciembre de 1999 - 10 de diciembre de 2003 |         | UVEE    |         | —       | 1999       |
| Alberto Groppi       | 10 de diciembre de 2003 - 10 de diciembre de 2007 | 2003    | UVEE    |         | —       |            |
| Fernando Javier Gray | 10 de diciembre de 2007 - 10 de diciembre de 2011 |         | PJ      |         | FPV     | 2007       |
| Fernando Javier Gray | 10 de diciembre de 2011 - 10 de diciembre de 2015 | 2011    | PJ      |         | FPV     |            |
| Fernando Javier Gray | 10 de diciembre de 2015 - 10 de diciembre de 2019 | 2015    | PJ      |         | FPV     |            |
| Fernando Javier Gray | 10 de diciembre de 2019 - 10 de diciembre de 2023 |         | PJ      | FdT     | 2019    |            |
| Fernando Javier Gray | 10 de diciembre de 2023 - En el cargo             |         | PJ      | UP      | 2023    |            |

### Concejo Deliberante de Esteban Echeverría
Actualmente el Concejo Deliberante de Echeverría está conformado por 24 Concejales.
| Bloques | Bloques              | Integrantes |
| ------- | -------------------- | ----------- |
|         | Unión por la Patria  | 14          |
|         | Juntos por el Cambio | 6           |
|         | La Libertad Avanza   | 4           |
| Total   | Total                | 24          |

## Localidades del partido
- Nueve de Abril
- Canning oriental
- El Jagüel
- Luis Guillón
- Monte Grande: cabecera del partido

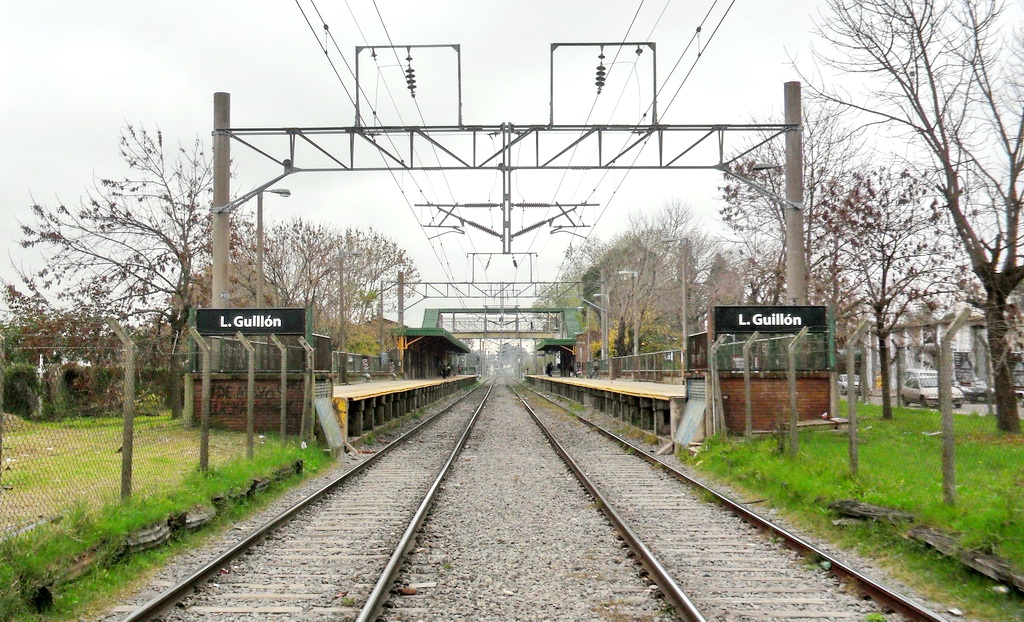
Estación Luis Guillón.
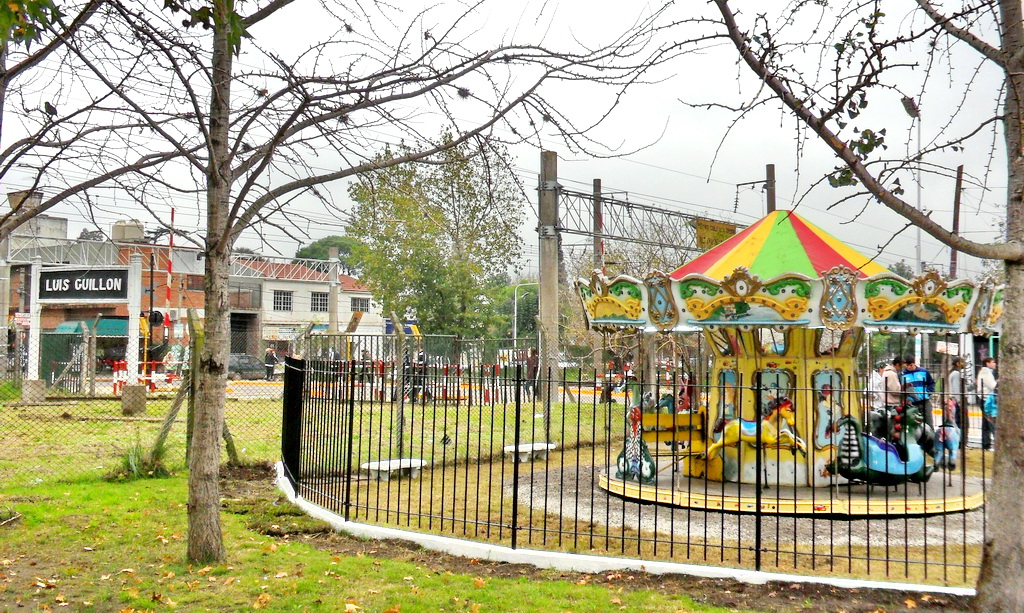
Calesita.
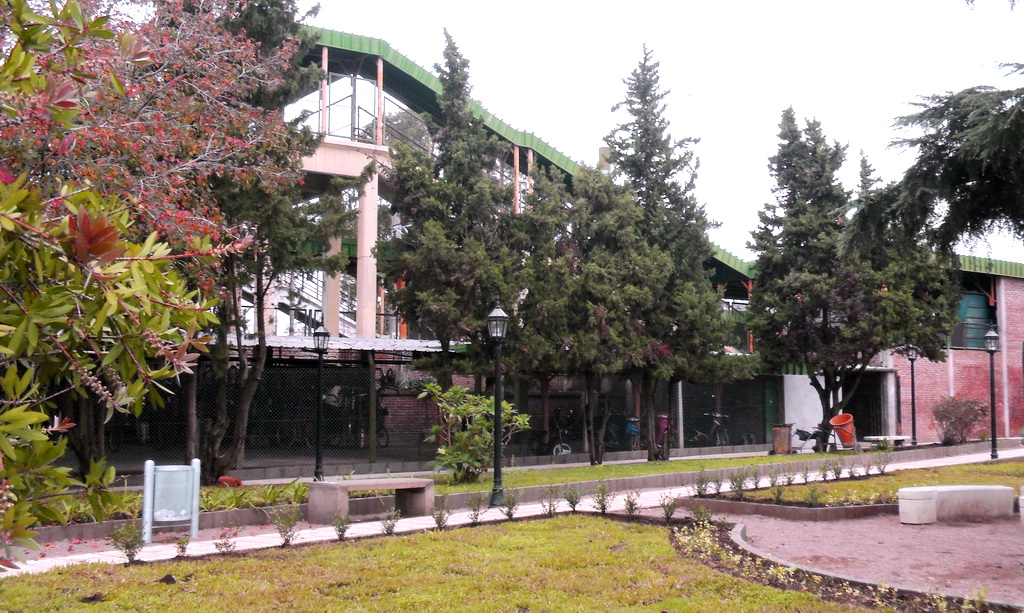
Jardines de la estación.
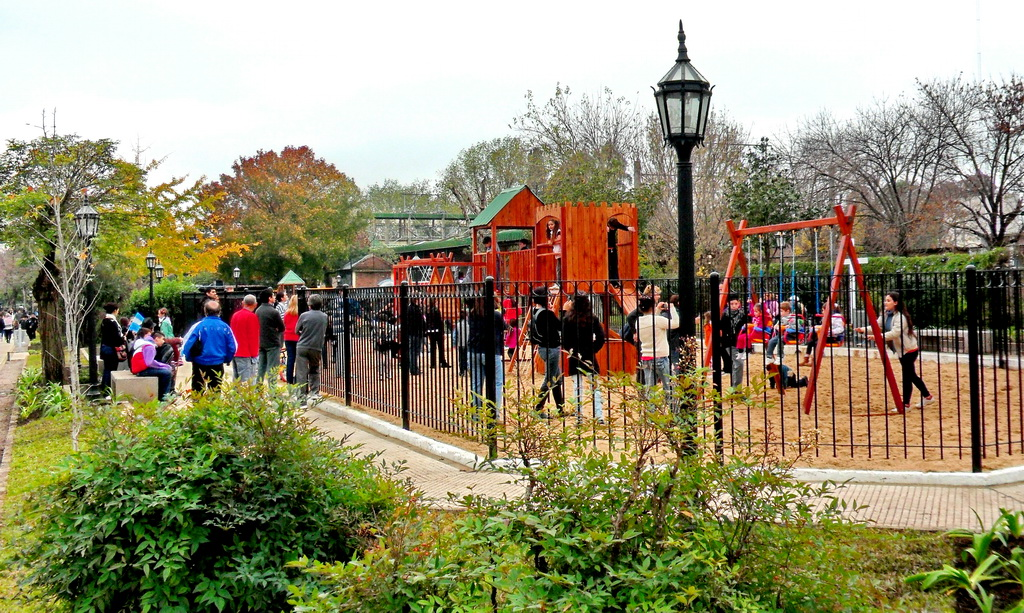
Juegos infantiles.
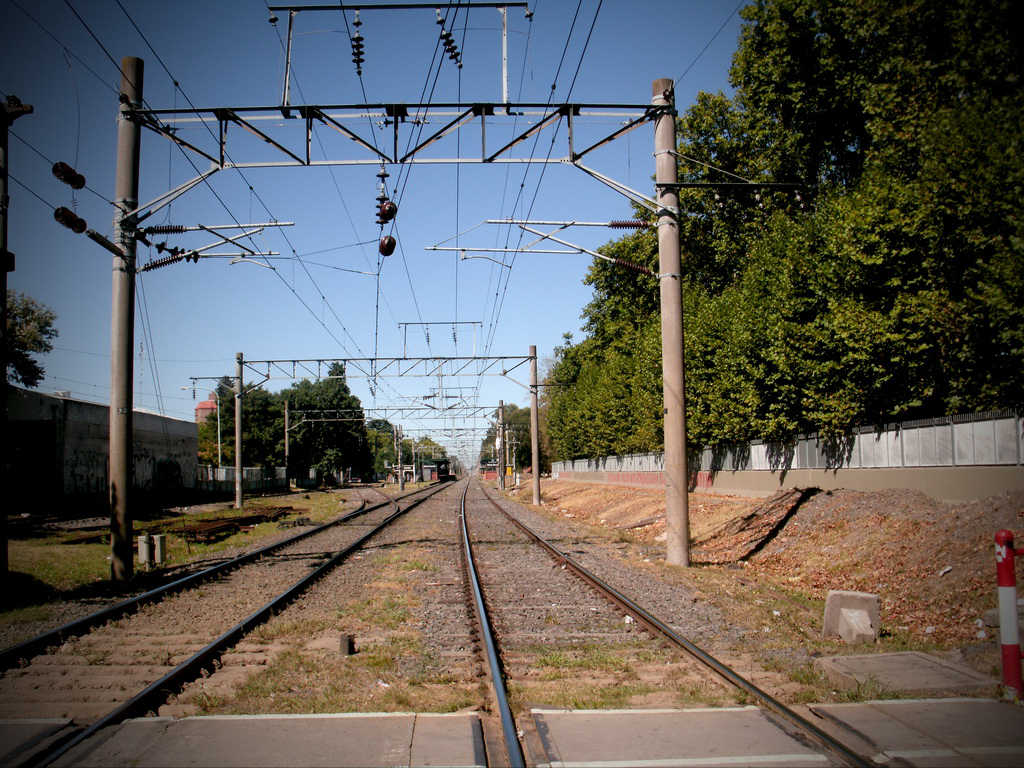
Estación Monte Grande.